# Orgelpark
Het Orgelpark is een kunstcentrum in Amsterdam waar het orgel centraal staat. Het is op 20 januari 2007 geopend.
Het Orgelpark geeft de mogelijkheid om orgelmuziek met andere kunstvormen te combineren, zoals dans, ballet en theater. Er zijn meerdere orgels, maar ook andere toetsinstrumenten aanwezig. Financiële middelen voor het Orgelpark worden door de Stichting Utopa van de zakenman Loek Dijkman beschikbaar gesteld.

## Geschiedenis
Het Orgelpark is de huidige bestemming van de Parkkerk aan het Vondelpark in de Gerard Brandtstraat 26-28 te Amsterdam. De Parkkerk werd gebouwd in 1918 als   Gereformeerde Kerk, waarin predikant Johannes Geelkerken in 1923 ophef veroorzaakte door te preken, dat de sprekende slang in Genesis 3 moest worden opgevat als een metafoor. Toen hij daarom door de synode voor drie maanden werd geschorst, ging de gemeente met hem over naar de Gereformeerde Kerken in Hersteld Verband en was Jan Buskes er jarenlang dominee. Na de oorlog ging de gemeente op in de Hervormde Kerk. Voorjaar 1994 werd ze gesloten.

De Parkkerk werd ontworpen door E.A.C. Roest. De kerk is gebouwd in 1916-1918 en gerestaureerd in 2005 met onder meer Engelse Ffestiniog leisteen. Op het dak en de toren werd veel loodwerk vervangen.
De restauratie werd overzien door Stadsherstel Amsterdam.

## De instrumenten

### Molzer-orgel
Dit salonorgel uit Wenen is in de jaren 10 van de twintigste eeuw gemaakt door de Oostenrijkse bouwer Ferdinand Molzer, die met name bekend was om zijn draai- en kermisorgels. Het orgel had oorspronkelijk naast toetsen ook een automaat. Die is niet meer aanwezig.
| I Hoofdwerk C-f’’’ |    |
| Principal          | 8' |
| Gedeckt            | 8' |
| Gemshorn           | 8' |
| Oktave             | 4' |
| Rohrflöte          | 4' |
| Mixtur             |    |

| II Zwelwerk C-f’’’ |        |
| Geigenprincipal    | 8'     |
| Flöte              | 8'     |
| Salicional         | 8'     |
| Fernflöte          | 4'     |
| Gamba              | 4'     |
| Quinte             | 2 2/3' |
| Sesquialtera       | 2'f    |
| Grossmixtur        |        |
| Klarinette         | 8'     |

| Pedaal C-f’          |
| Akustischer Bass 32' |
| Subbass 16'          |
| Cello 8'             |
| Cornett (transm.)    |

| Koppelingen |
| I+II        |
| I+II 16     |
| I+II 4      |
| I+I 16      |
| I+I 4       |
| II+II 16    |
| II+II 4     |
| P+I         |
| P+II        |
| P+I 4       |

Speelhulpen: Registercrescendo, 4 vaste combinaties

### Sauer-orgel
Het Sauer-orgel was al aanwezig toen het pand nog als Parkkerk in gebruik was. Het is geplaatst boven de plaats van de preekstoel. Het valt op door zijn groene frontpijpen met rode versieringen. Het orgel werd in 1922 vervaardigd door Karl Ruther van de Duitse firma Sauer. In 1951 is het orgel verbouwd door de firma Leeflang onder advies van mr. Arie Bouman. Hoewel het orgel niet geëlektrificeerd werd, is toen de dispositie grof omgebogen in barokke sfeer. In 2006 werd dit weer teruggebracht in de oorspronkelijke staat door Elbertse Orgelmakers te Soest.
| Hauptwerk C-g’’’ |     |
| Bourdon          | 16' |
| Principal        | 8'  |
| Flûte harm.      | 8'  |
| Bourdon          | 8'  |
| Dulciana         | 8'  |
| Gamba            | 8'  |
| Octave           | 4'  |
| Rohrflöte        | 4'  |
| Rauschquinte     |     |
| Cornett-Mixtur   |     |
| Trompete         | 8'  |

| Schwellwerk C-g’’’ |     |
| Lieblich Gedeckt   | 16' |
| Flötenprincipal    | 8'  |
| Konzertflöte       | 8'  |
| Fugara             | 8'  |
| Aeoline            | 8'  |
| Voix Céleste       | 8'  |
| Quintatön          | 8'  |
| Traversflöte       | 4'  |
| Violine            | 4'  |
| Flautino           | 2'  |
| Harmonia Aetheria  |     |
| Oboe               | 8'  |
| Clarinette         | 8'  |

| Pedaal C-f’ |     |
| Contrabass  | 16' |
| Subbass     | 16' |
| Schwellged. | 16' |
| Octavbass   | 8'  |
| Bassflöte   | 8'  |
| Cello       | 8'  |
| Posaune     | 16' |

| Koppelingen |
| I+II        |
| P+I         |
| P+II        |
| I+II 16     |
| I+II 4      |
| P+P 4       |
| Tremulant   |

Speelhulpen: automatisch pedaal, 1 vrije combinatie, 4 vaste comb., registercrescendo

### Verschueren-orgel
Dit orgel werd in 2009 door de firma Verschueren uit Heythuysen nieuw gebouwd voor het Orgelpark. Het is een orgel volgens de Franse romantiek, in de stijl van Aristide Cavaillé-Coll. Dit, met 41 registers over drie klavieren, grootste orgel van het park is ontworpen door Bas van Hille.
| Grand Orgue C-g’’’ |     |
| Bourdon            | 16' |
| Montre             | 8'  |
| Flûte Harmonique   | 8'  |
| Bourdon            | 8'  |
| Salicional         | 8'  |
| Prestant           | 4'  |
| Flûte              | 4'  |
| *Doublette         | 2'  |
| *Cornet 5r         |     |
| *Fourniture 5r     |     |
| *Trompette         | 8'  |

| Positif Expressif C-g’’’ (in zwelkast) |        |
| Quintaton                              | 16'    |
| Bourdon                                | 8'     |
| Salicional                             | 8'     |
| Flûte Traversière                      | 8'     |
| Dulciana                               | 4'     |
| Flûte Douce                            | 4'     |
| *Nasard                                | 2 2/3' |
| *Doublette                             | 2'     |
| *Tierce                                | 1 3/5' |
| *Piccolo                               | 1'     |
| *Cor Anglais                           | 16'    |
| *Cromorne                              | 8'     |

| Récit Expressif C-g’’’ (in zwelkast) |     |
| Cor de Nuit                          | 8'  |
| Viole de Gambe                       | 8'  |
| Voix Céleste                         | 8'  |
| Flûte Octaviante                     | 4'  |
| *Octavin                             | 2'  |
| *Plein Jeu 2-6r                      |     |
| *Basson                              | 16' |
| *Trompette Harmonique                | 8'  |
| Basson-Hautbois                      | 8'  |
| Voix Humaine                         | 8'  |
| *Clairon                             | 4'  |
| Trémolo                              |     |

| Pédale C-f’ |     |
| Contrebass  | 16' |
| Sousbasse   | 16' |
| Flûte       | 8'  |
| Flûte       | 4'  |
| *Bombarde   | 16' |
| *Trompette  | 8'  |
| *Clairon    | 4'  |

| Koppelingen |
| GO+Pos      |
| GO+Rec      |
| Pos+Rec     |
| P+GO        |
| P+Pos       |
| P+Rec       |
| GO+GO 16    |

*Jeux de Combinaison (JdC)

Speelhulpen:o.a. Effet d’orage, JdC GO, JdC Pos, JdC Réc, JdC P

### Van Stratenorgel

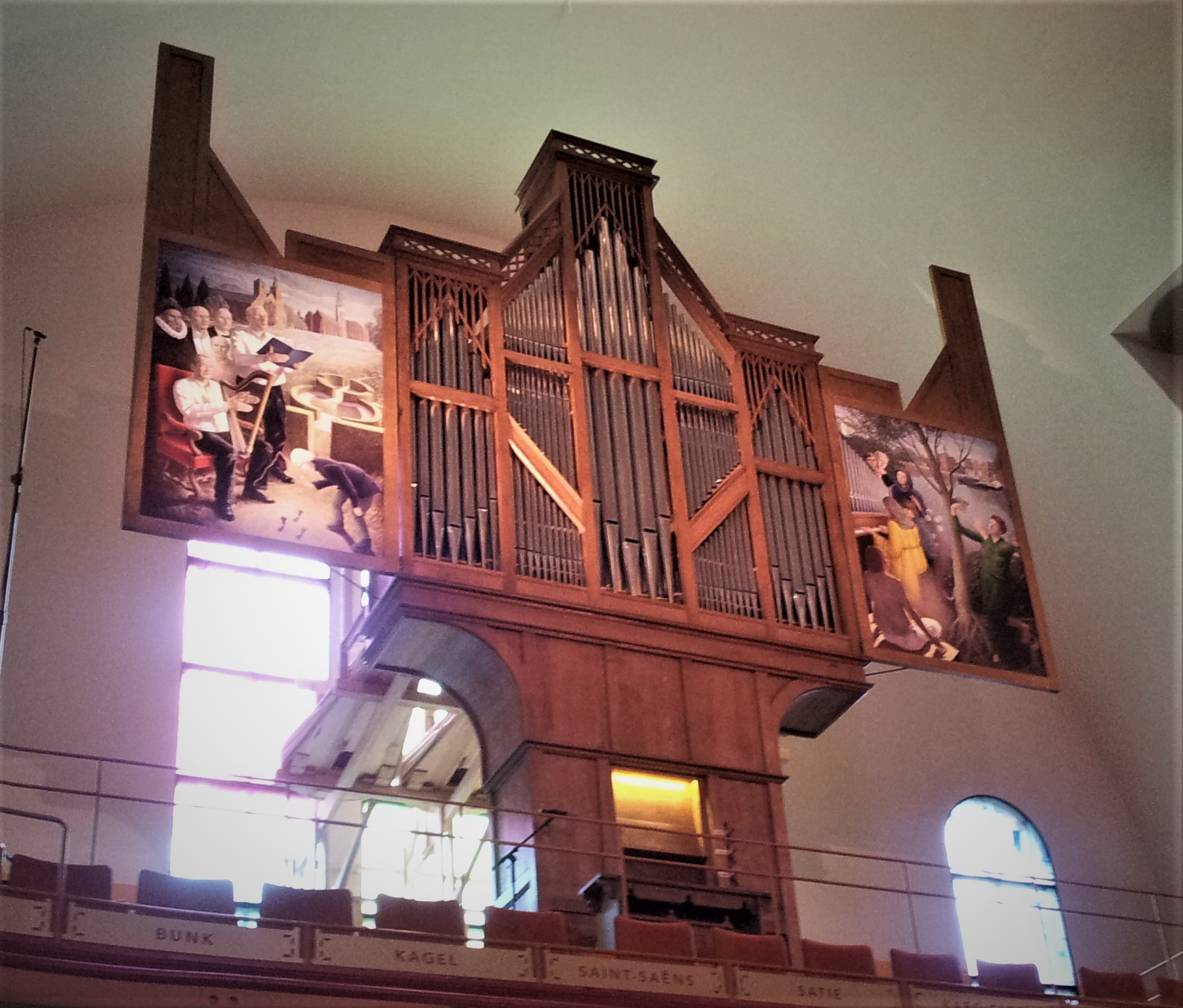
Van Stratenorgel

Het Van Straten-orgel is een replica van het oudste orgel van Nederland, dat meester Pieter Gerritsz in 1479 in de Nicolaïkerk in Utrecht liet plaatsen. Het orgel geeft een beeld van hoe orgels in de late middeleeuwen werden gebouwd en ook hoe ze in die tijd moeten hebben geklonken. Ten opzichte van de orgels zoals die tegenwoordig nog in gebruik zijn en worden gebouwd zijn er een aantal verschillen. Het orgel is gestemd in middentoonstemming. Dit in tegenstelling tot de meeste instrumenten die gelijkzwevend zijn gestemd. De stemtoonhoogte van het orgel is niet 440 Hz maar 388 Hz. Het hoofdwerk is een zogenaamd "blokwerk". Dit betekent dat er per toets altijd 7 verschillende pijpen klinken. In het hogere register loopt het aantal pijpen zelfs nog op tot 18 pijpen per toets. Er zijn dus geen afzonderlijke registers. Het bovenwerk op het tweede klavier is eveneens een blokwerk. Hier kunnen echter ook registers apart worden getrokken, waardoor combinaties mogelijk zijn: volledig werk, alleen het blokwerk, en alleen de "doof" (een dof klinkend register), of de "cimbel". Het Van Stratenorgel werd in april 2012 in gebruik genomen.
| Hoofdwerk HCD-f2      |
| Principaal 7-18 sterk |

| Bovenwerk F-f2    |                        |
| Doof 2-3 sterk    | (tot e0 van hoofdwerk) |
| Positie 4-8 sterk | (H-f2)                 |
| Cimbel 3 sterk    | (f0-f2)                |

| Pedaal FGA-f0 |
| Bourdonnen    |

### Elbertse-kistorgel
Dit kistorgel werd in 2006 door Elbertse Orgelmakers uit Soest speciaal voor het Orgelpark gemaakt. Het kan eenvoudig worden verplaatst. Het heeft 4 registers:
| Manuaal C-g’’’ |        |
| Gedekt         | 8'     |
| Roerfluit      | 4'     |
| Nasard         | 2 2/3' |
| Octaaf         | 2'     |

### The Busy Drone

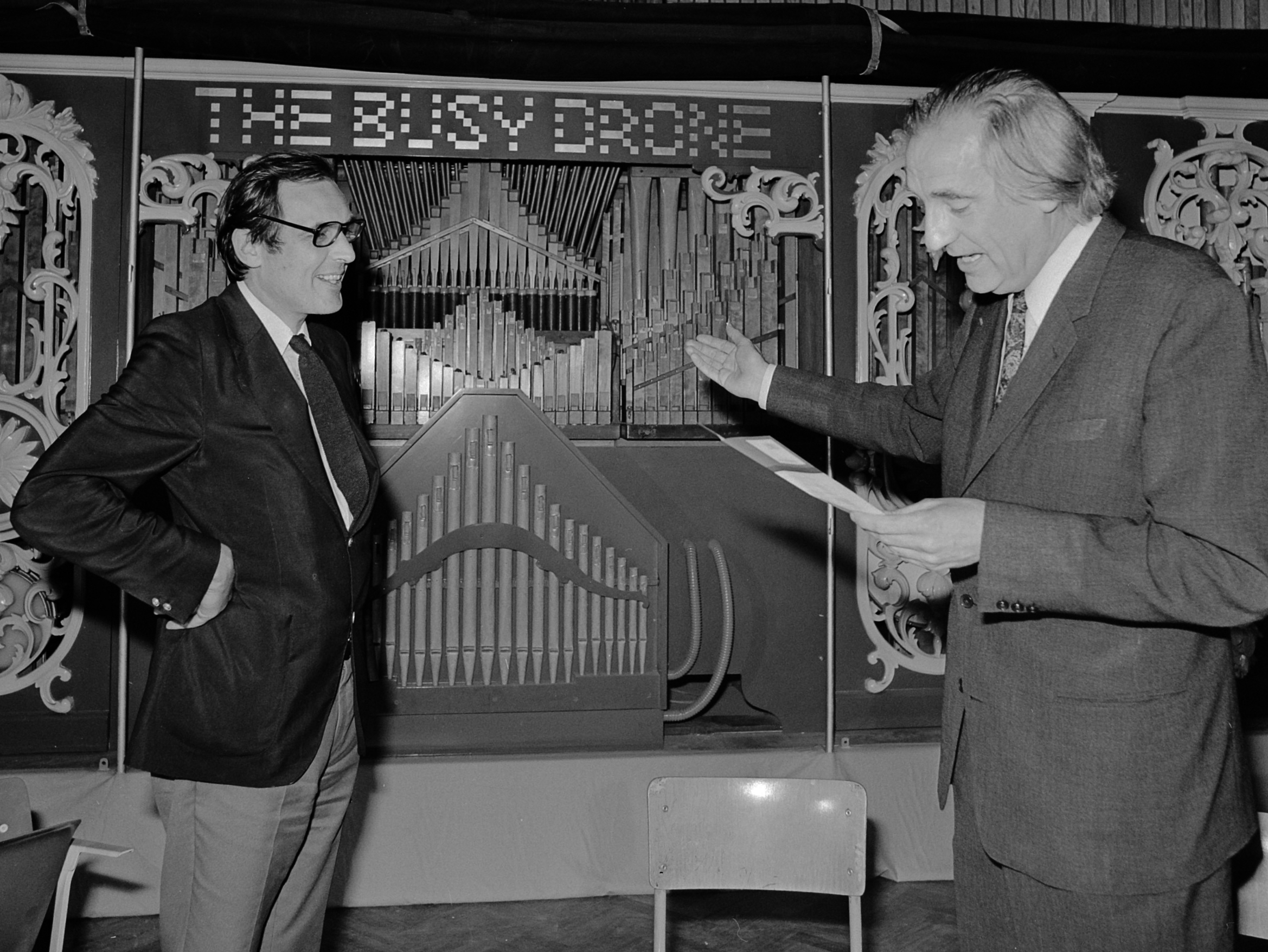
Overdracht van The Busy Drone aan de gemeente Amsterdam. Links Han Lammers, rechts Geert Lubberhuizen (1973)

Dit draaiorgel is in 1924 gebouwd door de Belgische firma Mortier. Het heeft 92 toetsen en 17 registers. Het deed oorspronkelijk dienst als dansorgel in een café. In 1964 kwam het in de verkoop bij Joseph Bursens. Een jaar later werd het aangeschaft door de Amsterdamse uitgeverij De Bezige Bij. Het doel hiervan was onder andere de muzikale opluistering van de boekenbeurs, die toen jaarlijks in de RAI werd georganiseerd.  Het orgel kreeg een andere uitstraling en een andere naam: The Busy Drone, wat een Engelse vertaling is van De Bezige Bij. Peter Struycken ontwierp de nieuwe kleuren, en grafisch vormgever Alexander Verberne de letters van de naam. In 1973 werd het orgel verplaatst naar de aula van het Stedelijk Museum.
Louis Andriessen en Willem Breuker componeerden in deze tijd onder andere muziek voor dit instrument. Bij de restauratie van het museum werd besloten om The Busy Drone niet meer terug te plaatsen. Het werd hierna ondergebracht in het Nationaal Museum van Speelklok tot Pierement in Utrecht. Hier werd het gerestaureerd door de firma Perlee. Eind 2009 werd het overgebracht naar het Orgelpark.

### Mustel Harmonium
Dit harmonium is gemaakt door de Franse instrumentenmaker Victor Mustel. Het heeft twee klavieren. Het bovenste klavier van het instrument is een celesta. De toetsen laten hamertjes tegen metalen plaatjes slaan, waardoor het geluid van een glockenspiel ontstaat. De celesta is een uitvinding van de familie Mustel. Het harmonium heeft een uitgebreide dispositie.

### Erard-vleugel
Een van de twee vleugels die in het orgelpark staan is de Extra-Grand modele de concert 260 cm uit 1899 van pianobouwer Erard. In tegenstelling tot de kruissnarige vleugels die tegenwoordig worden gebouwd, lopen in dit instrument de snaren parallel.

### Sauter-vleugel
Het Orgelpark beschikt, naast het oude instrument van Erard, ook over een moderne vleugel. Deze is in 2002 gebouwd door de Duitse pianobouwer Sauter. Het werd in eerste instantie door de pianobouwer gebruikt als expositieinstrument. Na een renovatie kocht het Orgelpark het instrument in 2006.

### Utopa Barokorgel
In 2013 werd begonnen met de bouw van een nieuw barokorgel.. Als referentie voor dit orgel zijn instrumenten van orgelbouwer Zacharias Hildebrandt uit de St.-Wenzelskirche in Naumburg gekozen. Johann Sebastian Bach was een bewonderaar van de orgels van Hildebrandt en samen met Gottfried Silbermann betrokken bij de bouw en ingebruikname van dit orgel. Het uiterlijk van het orgel is geïnspireerd op de Hildebrandt-orgels in Hettstedt en Sangerhausen. Dit orgel is op 21 maart 2018 in gebruik genomen.

#### Orgelbouwers
- Elbertse Orgelmakers, Soest (Nederland): Orgelkast, windvoorziening, windladen, mechaniek, houten pijpwerk, digitale speeltafel
- Hermann Eule GmbH, Bautzen (Duitsland): Metalen pijpwerk
- Munetaka Yokota, Tokio (Japan): Intonatie (klankafwerking)
- Sinua GmbH, Düsseldorf (Duitsland): Digitale technologie

#### Dispositie
| I Hoofdwerk (onderklavier) C–d3 (mechanisch) C–a3 (digitaal) |     |
| Principal                                                    | 8'  |
| Burdun                                                       | 16' |
| Rohrflött                                                    | 8'  |
| Rohrflött                                                    | 8'  |
| Quintadehn                                                   | 8'  |
| Octav                                                        | 4'  |
| Gemshorn                                                     | 4'  |
| Weit Pfeiffe                                                 | 2'  |
| Sexquint altra II                                            |     |
| Mixtur V                                                     |     |
| Cymbel III                                                   |     |
| Cornett IV                                                   |     |
| Fagott                                                       | 16' |
| Trompet                                                      | 8'  |
| Tremulant                                                    |     |

| II Bovenwerk (bovenklavier) C–d3 (mechanisch) C–a3 (digitaal) |        |
| Principal                                                     | 4'     |
| Gedackt                                                       | 8'     |
| Violdigamba                                                   | 8'     |
| Unda maris                                                    | 8'     |
| Rohrflött                                                     | 4'     |
| Nassat                                                        | 3'     |
| Octav                                                         | 2'     |
| Waldflött                                                     | 2'     |
| Tertia                                                        | 1 3/5' |
| Quinta                                                        | 1 1/2' |
| Sifflött                                                      | 1'     |
| Scharf IV                                                     |        |
| Vox humana                                                    | 8'     |
| Schwebung                                                     |        |

| Pedaal C–d1 (mechanisch) C–g1 (digitaal) |     |
| Principal                                | 16' |
| Subbass                                  | 16' |
| Quint bass                               | 12' |
| Octav                                    | 8'  |
| Posaune                                  | 16' |
| Posaune                                  | 8'  |
| Clarin                                   | 4'  |

- Koppelingen: Manuaalkoppel (schuifkoppel), Pedaalkoppel (mechanisch)
- Extra's:
  - Nachtigall
  - Cymbelstern: bes4 (B), a4 (A), c5 (C), b4 (H), g#4, c#5, g4,  d5.

- Tractuur: Mechanisch en digitaal (twee klaviaturen)
- Registratuur: Elektrisch (met een Setzersysteem op beide klaviaturen)
- Windladen: Springladen met uittrekbare toonschuiven
- Winddruk: 63 mm waterkolom
- Toonhoogte: 415,3 Hz (transponeerbaar op de digitale speeltafel)
- Temperatuur: Welgetempereerde stemming ontworpen door Ibo Ortgies, Göteborg. Vier 1/5-komma-kwinten C-G-D-A-E, twee 1/10-komma-kwinten op Bes-F en B-F#.

## Voormalig orgel

### Van Leeuwen-orgel
Dit orgel is in 1954 vervaardigd voor de Adventkerk in Loosduinen. Het werd door een kerkfusie in Den Haag overbodig. Orgelbouwer Pels & Van Leeuwen heeft het orgel vervolgens overgebracht naar het Orgelpark, uitgebreid en gerestaureerd. In 2016 heeft het Van Leeuwen-orgel plaats gemaakt voor het nieuwe Utopa Barokorgel en is verhuisd naar de muziekschool van Nowy Targ in Polen.
| Hoofdwerk C-g’’’       |        |
| Prestant               | 8'     |
| Roerfluit              | 8'     |
| Octaaf                 | 4'     |
| Quint                  | 2 2/3' |
| Nachthoorn             | 2'     |
| Mixtuur 4-6 st.        |        |
| Sexquialter 3 st. (g0) |        |
| Dulciaan               | 16'    |

| Positief C-g’’’ |        |
| Spitsgedekt     | 8'     |
| Speelfluit      | 4'     |
| Prestant        | 2'     |
| Nasard          | 1 1/3' |
| Cymbel 3 st.    |        |
| Schalmeij       | 8'     |
| Tremulant       |        |

| Pedaal C-f’     |     |
| Subbas          | 16' |
| Prestant        | 8'  |
| Roerfluit       | 8'  |
| Octaaf          | 4'  |
| Mixtuur 4-5 st. |     |
| Dulciaan        | 16' |

| Koppelingen        |
| Positief-Hoofdwerk |
| Hoofdwerk-Pedaal   |
| Positief-Pedaal    |

Pedaalregisters zijn transmissies van het hoofdwerk (behalve de Subbas)